# Chiesa di San Ruffillo (Marradi)
La chiesa di San Ruffillo si trova nel comune di Marradi.

## Storia e descrizione
Già documentata nel 1022, fu eretta su un probabile Vicus Gallanus, cioè un insediamento di Senoni, qui tollerati dai Romani.
L'edificio nel corso dei secoli ha subito profonde trasformazioni. Sulla facciata si conserva un interessante stemma eucaristico in marmo, di gusto pienamente settecentesco.